# Christina Chong

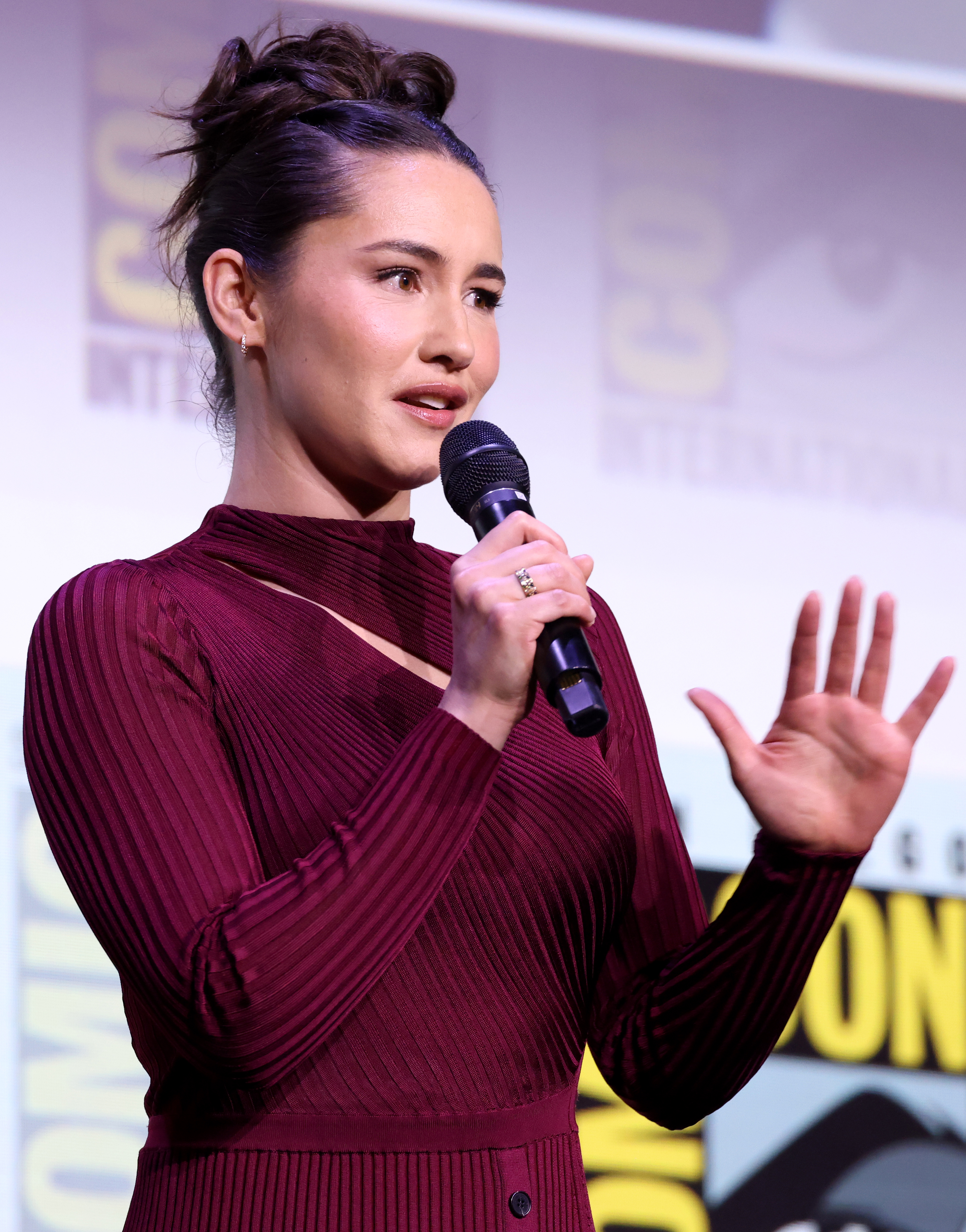
Christina Chong (2025)

Christina Chong ist eine britische Schauspielerin.

## Leben
Chong kam in den 1980er Jahren in London im Stadtteil Enfield zur Welt und wuchs zunächst mit fünf Geschwistern in Broxbourne (Hertfordshire) nördlich von London auf. Nach der Scheidung ihrer Eltern zog sie mit der Mutter und ihren Geschwistern nach Longridge (Lancashire) im Nordosten Englands. In dem kleinen Ort Longridge waren sie und ihre Geschwister nach eigenen Angaben vermutlich die einzigen Kinder mit nicht-europäischen Vorfahren. Chong lebte dort bis zu ihrem 14. Lebensjahr und besuchte neben der lokalen Schule auch die Sutcliffe School of Dance. Mit 14 wechselte sie auf die Italia Conti Academy of Theatre Arts in London, die sie mit 19 Jahren abschloss. Direkt danach trat sie in einer Hauptrolle in dem Musical Aida in Essen auf. Aufgrund einer Verletzung gab sie jedoch ihre Karriere als Musical-Darstellerin auf und wechselte ins Schauspielfach. Chong studierte anschließend für 18 Monate am Lee Strasberg Theatre and Film Institute in New York.
Danach kehrte Chong nach London zurück und trat in einigen kleinen Nebenrollen sowie in Werbefilmen auf. Um ihren Lebensunterhalt zu finanzieren, gab sie Schauspielunterricht und wurde Teilhaberin eines chinesischen Restaurants ihres Vaters in Harpenden (Hertfordshire). Ihren Durchbruch schaffte sie 2011 in Madonnas Film W.E. und in Johnny English Reborn. In der Arztserie Dr. Monroe erhielt sie die Rolle der Ärztin Sarah Witney. Seitdem trat sie in mehreren britischen Fernsehserien auf. So war sie unter anderem in einer Episode von Doctor Who und von Black Mirror zu sehen. In der zweiten Staffel der Polizeiserie Line of Duty spielte sie 2014 die Kriminalbeamtin (Detective Sergeant) Nicola Rogerson. Im selben Jahr war sie zudem in der Science-Fiction-Serie Halo: Nightfall und in 24: Live Another Day zu sehen.
2015 wurde Chong für eine kleine Nebenrolle in Star Wars: Das Erwachen der Macht engagiert, allerdings war ihr Auftritt im finalen Schnitt des Films nicht mehr enthalten. Im selben Jahr spielte sie in der zweiten Staffel der Science-Fiction-Serie Dominion die Rolle der Zoe Holloway, die Anführerin eines Aufstands der unteren Klassen in der Stadt Vega.
Seit 2022 spielt sie in Star Trek: Strange New Worlds La’an Noonien-Singh, die Sicherheitschefin des Raumschiffs USS Enterprise.
Am 16. Juni 2023 veröffentlichte sie ihre erste EP „Twin Flames“.

## Filmografie (Auswahl)
- 2008: Chemical Wedding
- 2008: Red Mist (Freakdog)
- 2010: Legacy
- 2011: Doctor Who (Fernsehserie, Episode 6x07)
- 2011: W. E. – Die Romanze des Jahrhunderts (W.E)
- 2011: Johnny English – Jetzt erst recht! (Johnny English Reborn)
- 2011–2012: Dr. Monroe (Monroe, Fernsehserie, 12 Episoden)
- 2012: Whitechapel (Fernsehserie, 2 Episoden)
- 2012: Case Sensitive (Fernsehserie, 2 Episoden)
- 2013: Black Mirror (Fernsehserie, Episode 2x03)
- 2013: The Wrong Mans – Falsche Zeit, falscher Ort (The Wrong Mans, Fernsehserie, 3 Episoden)
- 2014, 2021: Line of Duty (Fernsehserie, 6 Episoden)
- 2014: Halo: Nightfall (Fernsehserie, 5 Episoden)
- 2014: 24: Live Another Day (Fernsehserie, 5 Episoden)
- 2015: Dominion (Fernsehserie, 7 Episoden)
- 2016: Of Kings and Prophets (Fernsehserie, 9 Episoden)
- 2017: Ill Behaviour (Miniserie, 6 Episoden)
- 2018: Bulletproof (Fernsehserie, 6 Episoden)
- 2019–2021: Die Erben der Nacht (Heirs of the Night, Fernsehserie, 21 Episoden)
- 2020: Transference – A Bipolar Love Story
- 2021: Tom & Jerry
- 2021: Swipe Right (Kurzfilm)
- 2021–2022: Detective Grace (Fernsehserie, 2 Episoden)
- seit 2022: Star Trek: Strange New Worlds (Fernsehserie)